# Caminhão-cegonha
Caminhão-cegonha (português brasileiro) ou porta-automóveis (português europeu) é o tipo de carreta especializada no transporte de veículos automotores.

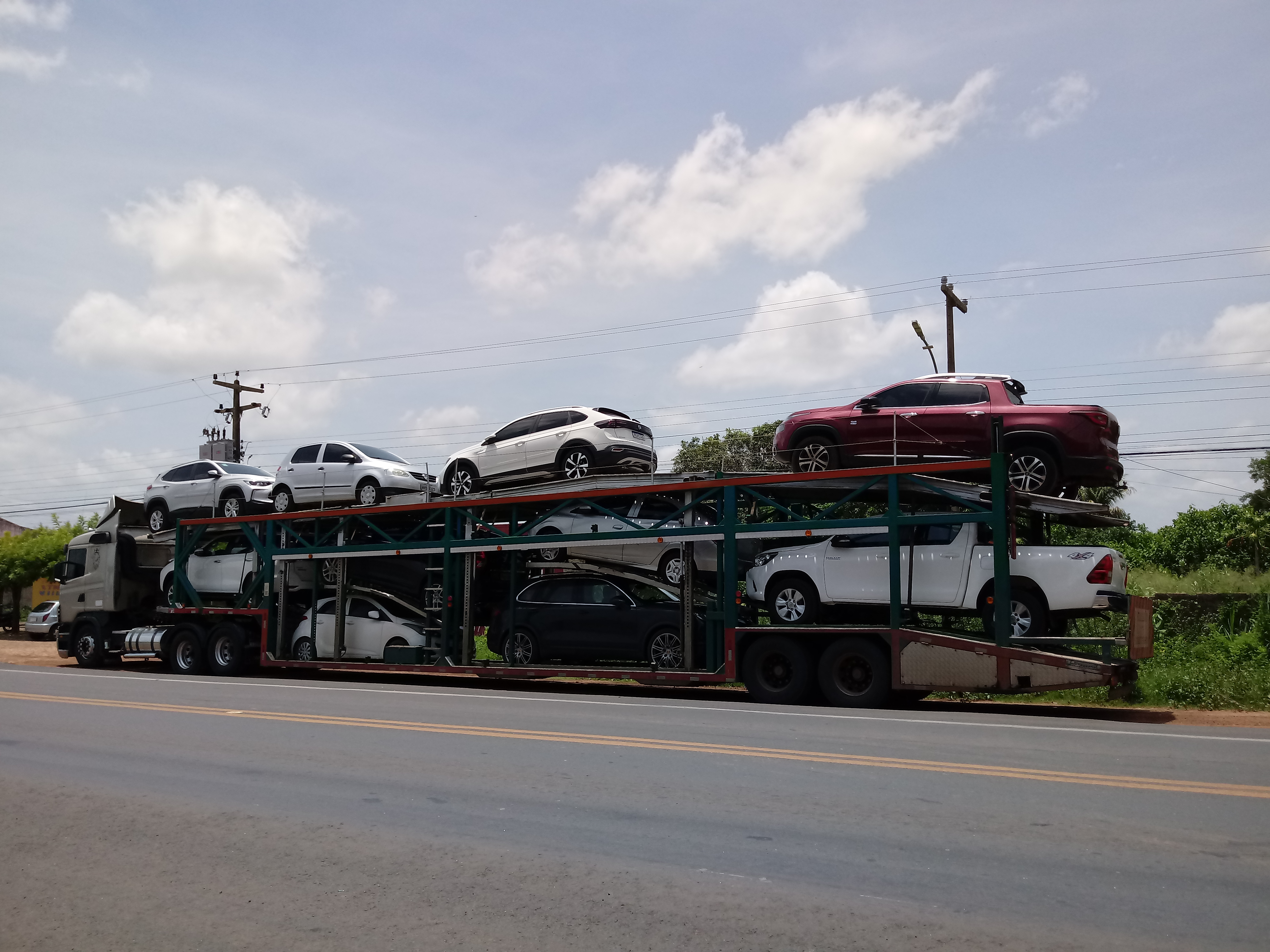
Vista de uma cegonha com carga.

É constituído por dois pisos, sendo que o de cima é basculante por ação de um mecanismo de macacos hidráulicos, permitindo assim o carregamento e descarregamento dos automóveis. A quantidade transportada depende do tamanho dos veículos, mas, na maioria das vezes, de dez a onze veículos podem ocupar a mesma cegonha.
Normalmente, usa-se um cavalo mecânico para rebocar esse tipo de carreta.